# 大學站 (香港)
大學站（英語：University Station），舊稱馬料水站（英語：Ma Liu Shui Station），位處香港新界沙田區馬料水香港中文大學，屬於港鐵東鐵綫的鐵路車站。
- 車站外觀（2025年4月）
- 俯瞰大學站月台及附近環境（2025年5月）

## 車站構造

### 樓層
| P                 | C出口    | 客務中心 |   |  |
| P                 | D出口    | 車站商店 |   |  |
| P                 | 月台     | \| D出口 C出口 \| \| \| \| \| \| 側式 · 開左邊车门 \| \| \| \| \| \| \| \| 東鐵綫往羅湖及落馬洲（大埔墟） \| 1 \| \| \| \| 2 \| 東鐵綫往金鐘（火炭／馬場） \| \| \| \| 側式 · 開左邊车门 \| \| \| \| \| |   |  |
| C                 | 大堂     | A、B出口、客務中心、商店、自助服務、洗手間 |   |  |
| C                 | 行人通道 | 通往各月台及出入口 |   |  |
| D出口 C出口       |          | |   |  |
| 側式 · 開左邊车门 |          | |   |  |
|                   |          | 東鐵綫往羅湖及落馬洲（大埔墟） | 1 |  |
|                   | 2        | 東鐵綫往金鐘（火炭／馬場） |   |  |
| 側式 · 開左邊车门 |          | |   |  |

### 大堂及商店
大學站大堂設於月台下方，而車站客務中心則分別設於大堂及1號月台（往羅湖／落馬洲方向）近C出口旁，另外大堂亦設有數間車站商店以及不少自助服務設施包括自動櫃員機及自動售賣機等。此外付費區內亦設有車站洗手間。
- 大堂，付費區（2025年4月）
- 位於B出口外的車站商店（2025年4月）

### 月台
大學站設有一組已裝設月台閘門的對向式月台，而兩個月台的路軌均為急彎路段，故亦為三個設有「空隙黑點」提示的月台之一（另外兩個是九龍塘站及旺角東站），而月台空隙亦為所有港鐵車站中最闊的，列車與月台之間相隔約十吋闊，因此乘客較易在大學站月台發生墜軌意外，而港鐵亦因而於為該站裝設月台閘門的同時於月台閘門下方加設作為提醒乘客小心月台空隙之LED燈條。另外車站1號月台（往羅湖／落馬洲）亦直通車站C、D出口。
- 1號月台（2025年5月）
- 2號月台（2025年5月）
- 月台閘門下方設有提醒乘客小心月台空隙之LED燈條（2025年2月）
- 已加設玻璃欄杆的月台已停用登車範圍（2025年4月）
- 連接大堂及月台的斜道（2024年9月）

### 出入口
大學站設有4個出入口，當中A、B出口設於車站大堂，而C、D出口則設於1號月台旁。
車站同時設有非付費區通道橫越路軌下方，直接貫通A、C出口與B出口一帶；而D出口亦設於1號月台（往羅湖／落馬洲）旁，乘客如要往返D出口與2號月台（往金鐘）須途經大堂及1號月台，然而D出口卻不設車站非付費區通道連接A–C出口。
|                                                         |              | |      |  |
| 編號                                                    | 指示         | 建議前往的目的地 | 圖片 |  |
| 大堂                                                    |              | |      |  |
| 出口 · A · 盲道标志                                     | 香港中文大學 | 中大校巴站2、崇基學院、利黃瑤璧樓、何添樓、嶺南體育館、晨興書院、新亞書院、善衡書院、逸夫書院、信和樓、夏鼎基運動場、香港中文大學、大埔公路、聯合書院、伍宜孫書院 |      |  |
| 出口 · B                                                | 澤祥街       | 生物資訊中心、生物科技中心一及二座、5E大樓、馬料水公共運輸交匯處、停車場大樓、高錕會議中心、核心大樓一及二座、中大鄭裕彤樓、香港中文大學醫院、馬料水單車匯合中心、香港科學園能源大樓、企業廣場、馬料水碼頭、綠景樓、海濱大樓一及二座、香港生物科技研究院、香港科學園、香港沙田凱悅酒店、集成電路開發中心、創新斗室、荔枝窩街渡渡輪、尚湖樓、浚湖樓、水警北分區總部、海洋研究中心、飛利浦大廈、白石角海濱長廊、光電子中心、新科中心、香港中文大學水上活動中心、無線電中心 |      |  |
| 1號月台                                                 |              | |      |  |
| 出口 · C · 升降机标志 · 扶手电梯标志                    | 香港中文大學 | 中大校巴站1、崇基學院、敬文書院、利黃瑤璧樓、和聲書院、嶺南體育館、新亞書院、善衡書院、逸夫書院、信和樓、夏鼎基運動場、香港中文大學、聯合書院、伍宜孫書院 |      |  |
| 出口 · D · 无障碍通道标志                               | 綜合教學樓   | 眾志堂、方樹泉樓、方潤華堂、綜合教學樓（建築學院）、中大校巴站3及4、龐萬倫學生中心、伍何曼原樓、雅禮中國語文研習所、康本國際學術園 |      |  |
| 註： 設有 \| 設有 \| 設有 \| 設於同一層 \| 設有扶手電梯 |              | |      |  |

- C出口，非付費區（2025年4月）
- D出口，非付費區（2025年4月）
- 位於A出口旁的非付費區通道（2024年9月）

## 歷史

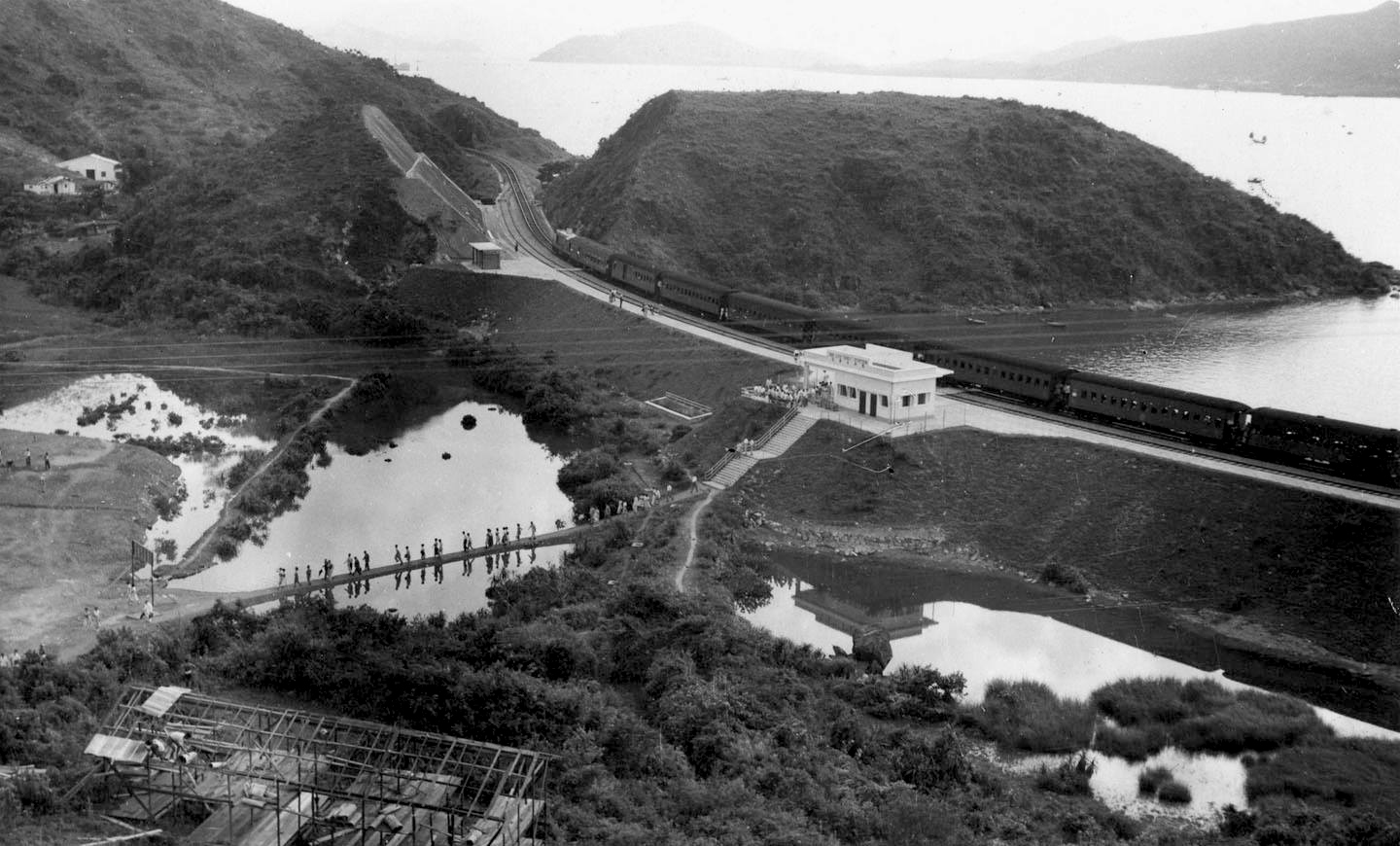
1956年的馬料水站

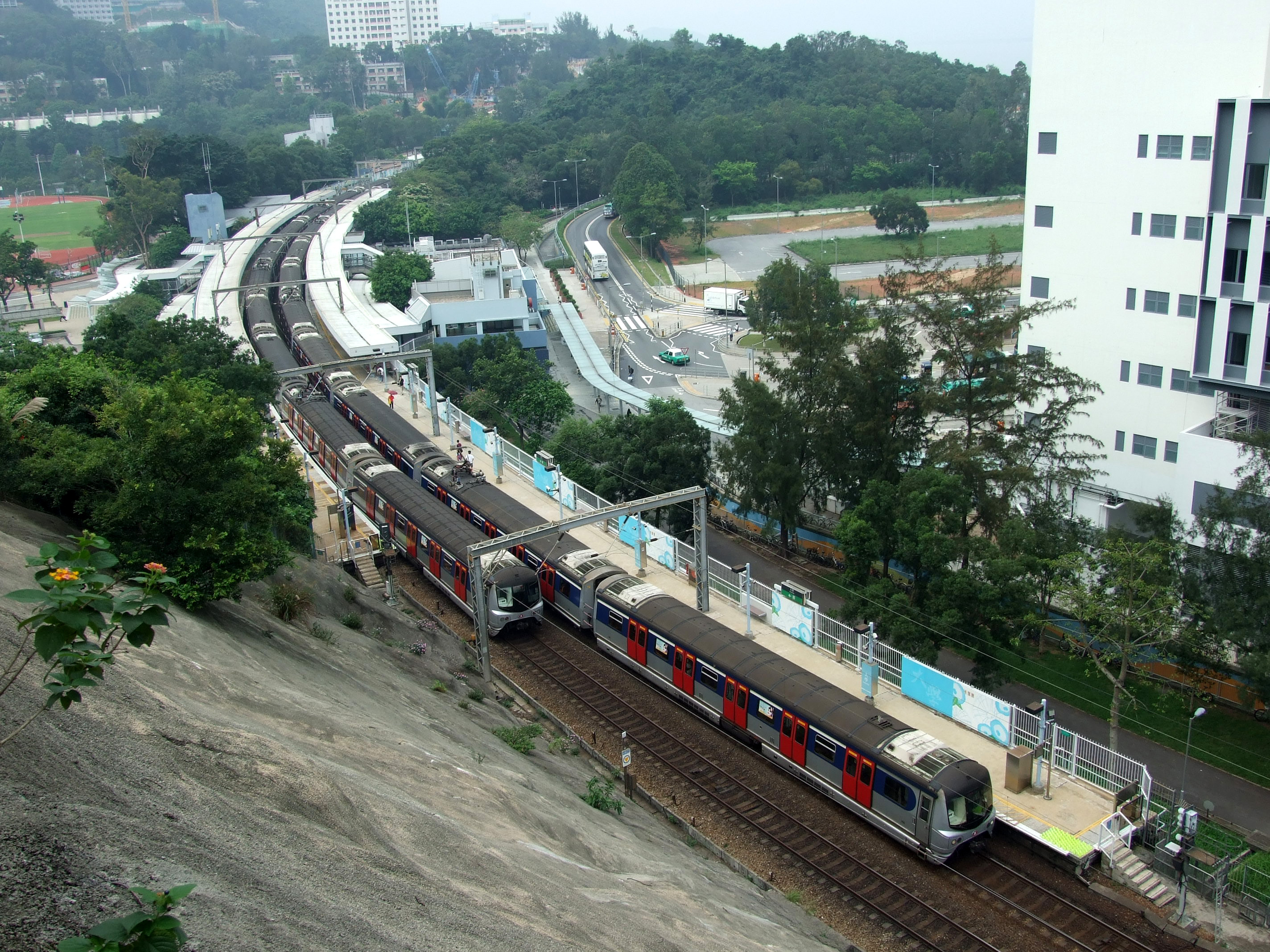
俯瞰車站月台（2010年5月）

大學站前稱為馬料水站，於1956年9月24日正式啟用。啟用初期每日只有南北行各三班列車停靠。隨著香港中文大學於1963年起逐步落成，而且馬料水站的中文名稱並不雅正，故九廣鐵路局於1966年12月11日宣佈將馬料水站改名為大學站，亦於翌年1月1日起正式生效。
為了配合九廣鐵路雙軌電氣化工程，大學站於1980年8月展開重建工程，工期14個月。大學站於1983年4月26日完成重建工程。其後，九鐵公司述曾於車站1號月台南側設立「九廣鐵路儲蓄互助社」會址，直至該社於1995年6月遷入連城廣場為止。

### 翻新及擴建
為應付使用大學站的乘客數量大幅增加，九廣鐵路曾於1998年為車站進行擴建及改建工程，包括增設商店、餐廳以及連接月台的升降機。而目前的B出口為新建大堂。工程於2000年落成，並於同年10月5日舉行竣工禮。

### 月台翻新

#### 第一次翻新工程

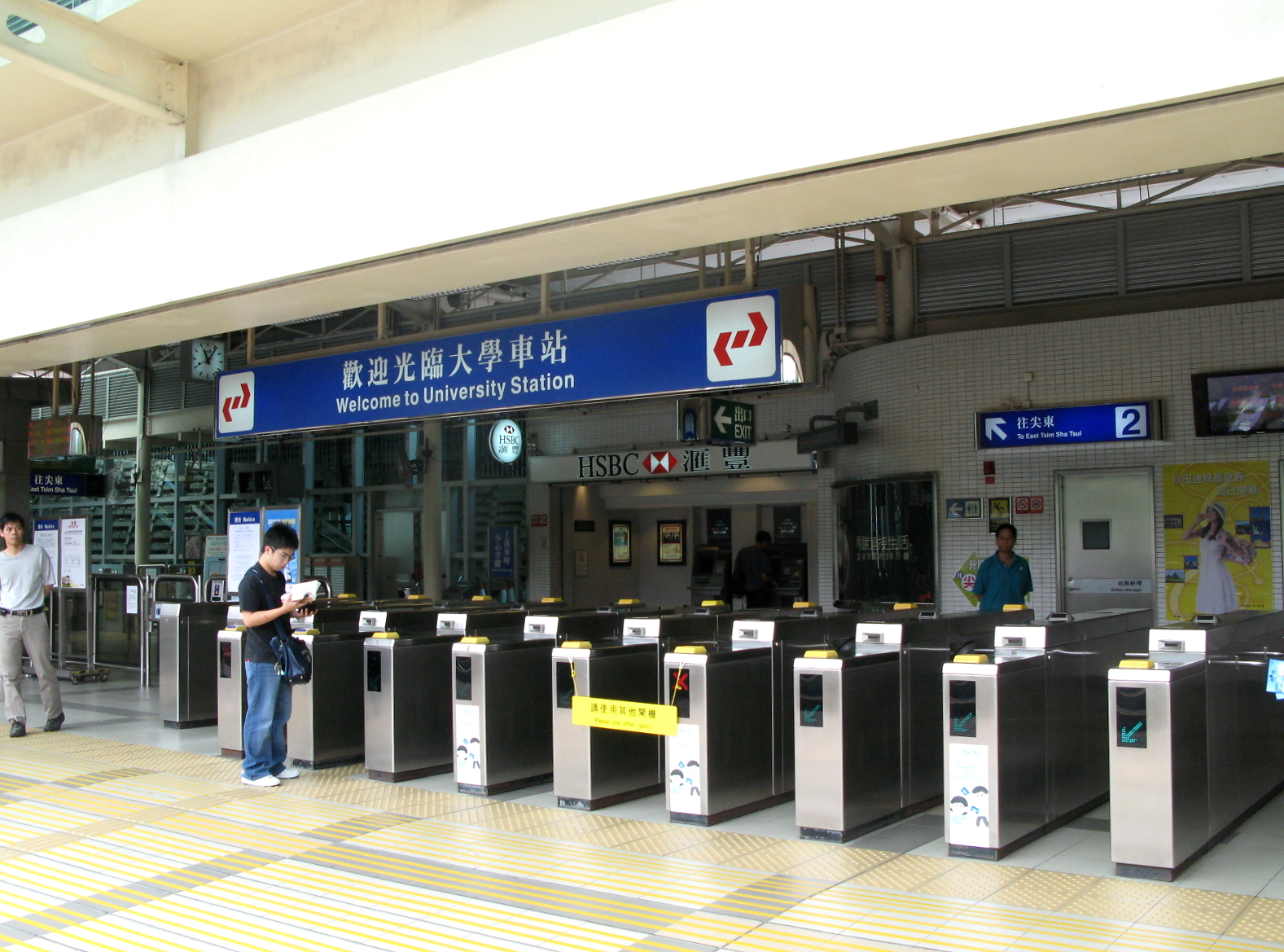
兩鐵合併前的車站大堂（2007年10月）

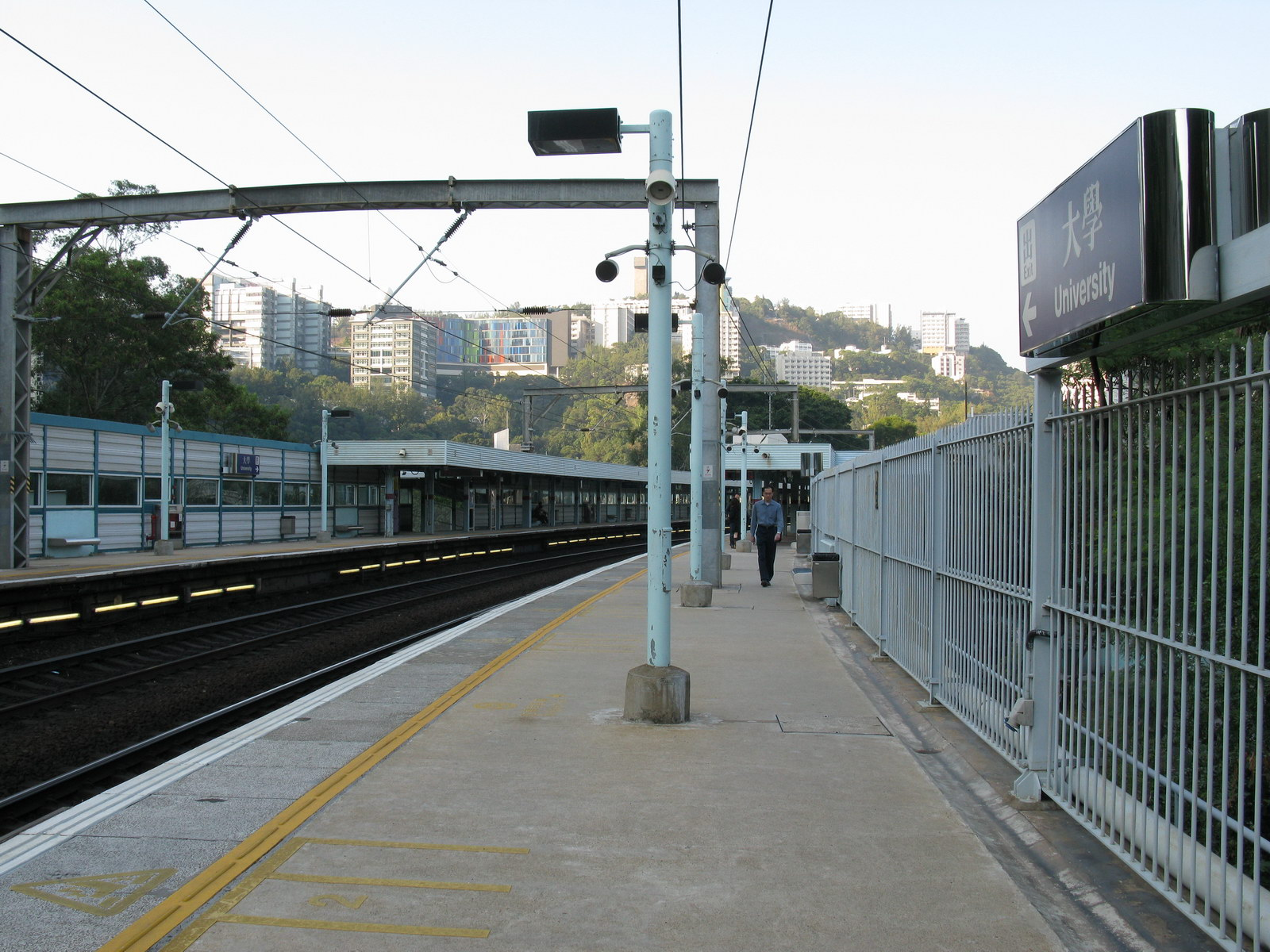
翻新前的車站月台（2007年11月）

2007年兩鐵合併後，港鐵為東鐵綫各車站月台進行較低成本的翻新工程。工程包括重新為各東鐵綫車站配上主題色，並加入代表花種，為月台橫樑及柱子翻上月台配色的油漆，貼上印有車站主題花的圖案、車站主題建築物、車站名書法字的牆紙，加設及更新直立港鐵式站牌、路線圖、指示牌、告示等。而大學站被配色為 瓶覗，主題花為牽牛花，街景為中大科學館。

#### 第二次翻新工程
2022年3－5月期間，港鐵為東鐵綫旺角東站－上水站沿途各站的月台牆身進行翻新工程。而大學站於2022年4月下旬完成更換牆紙及換上由區傑棠書寫的新一代站名書法字。

### 奧運場地中轉站
在2008年北京奧運及殘奧會舉辦期間，大會為方便市民前往奧運會沙田賽場觀看馬術比賽，因此在大學站外並設置接駁巴士站，供市民在大學站下車後轉乘大會的穿梭巴士前往比賽場地。

### 加設D出口

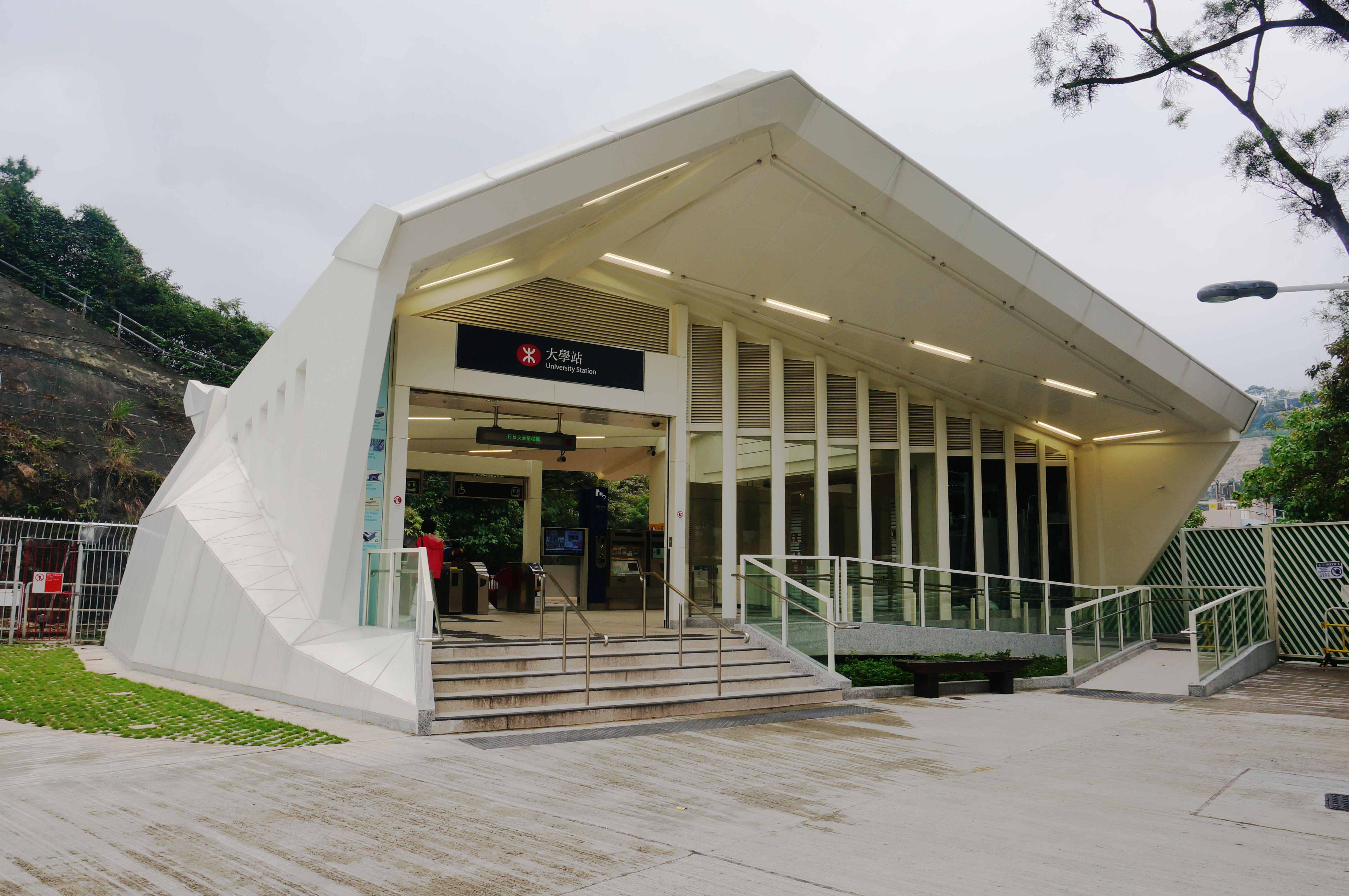
2012年加設的D出口（2012年12月）

2012年9月28日，港鐵為應付三三四新學制下增加的學生人數，並且方便前往新教學大樓（康本國際學術園、伍何曼原樓及李兆基建築學大樓）及校巴站的人士，而增設D出口。而由D出口步行前往中文大學新綜合教育大樓亦只有約3分鐘路程。
新出入口採用環境保護設計，大量採用自然光，由混凝土、隔熱玻璃及反光板所組織設計，陽光能從指縫滲進車站，預計每年可以節省車站1/3電力；同時該出入口亦採用特別設計，方便收集雨水〈儲水量容達5,500升〉，用以灌溉附近的植物；而出入口的外牆亦留有空間，可讓自然風吹進車站大堂，同樣讓熱空氣透過頂部透氣孔排走；而出入口內的木櫈亦由舊有的鐵路枕木改裝。而工程亦獲美國綠建築協會頒發「領先能源與環境設計」銀獎。

### 重舖地台
2015年3月起，港鐵為東鐵綫車站原有的混凝土石米地台改為地磚。

### 站名爭議
2007年12月2日兩鐵合併，東鐵綫現有的大學站與當時規劃中的前地鐵西港島綫「大學站」站名重複，港鐵當其時未就此事有所定案。類似情況的九鐵旺角車站則被易名為「旺角東站」。有輿論認為依傳統地名，東鐵綫原有的大學站應恢復原名馬料水站，新建之大學站則命名石塘咀站，但港鐵發言人指西港島綫的大學站仍未正式命名，並重申名稱將會反映該區的地區特色。2009年，西港島綫動工興建後，港鐵將西港島綫的大學站暫時易名為香港大學站，直到2014年3月22日，根據蘋果動新聞的報道及西環變幻時群組的相片，車站地盤月台焗漆板上的毛筆字，顯示香港大學站已成為正式名稱。
而根據2012年1月12日一份港鐵文件，中文名字有機會更改為中文大學站，英文名字改為Chinese University Station。有關消息在該文件以外，未有被其他港鐵網站確認。直到同月26日，港鐵公司指有關站名為「手民之誤」，尚未落實。

### 反修例事件

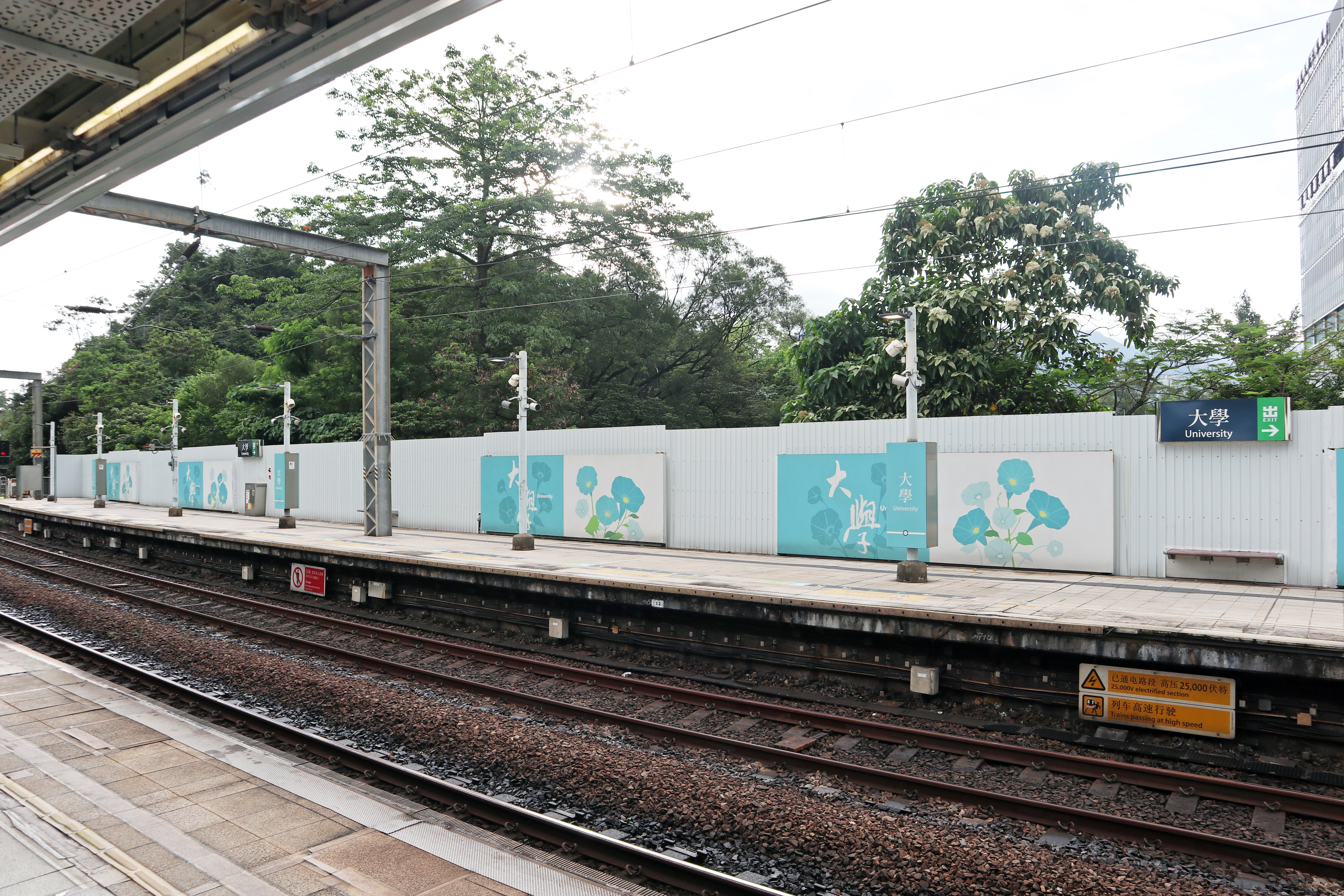
車站月台在2019年香港中文大學衝突後曾加設鐵板（2020年6月）

2019年11月香港中文大學警民衝突期間，大學站遭眾多示威者闖入嚴重破壞，然而於經過約48小時復修及清潔，車站仍散發濃烈燒焦味，月台、月台長室、客務中心、閘機及售票機等也遭受破壞，多塊隔音玻璃亦被打碎等。當中位於路軌旁的3個信號箱遭破壞，信號及通訊受阻，列車經過車站時須以人手操控模式慢駛。而一列曾停泊於大學站的港鐵中期翻新列車亦遭人打破車窗並縱火，其後該列車須提早退役。港鐵形容破壞程度「前所未見」，復修規模近乎重建車站，經復修後，車站最終於2019年12月21日局部重開；而車站D出口則於2020年1月12日才重開。

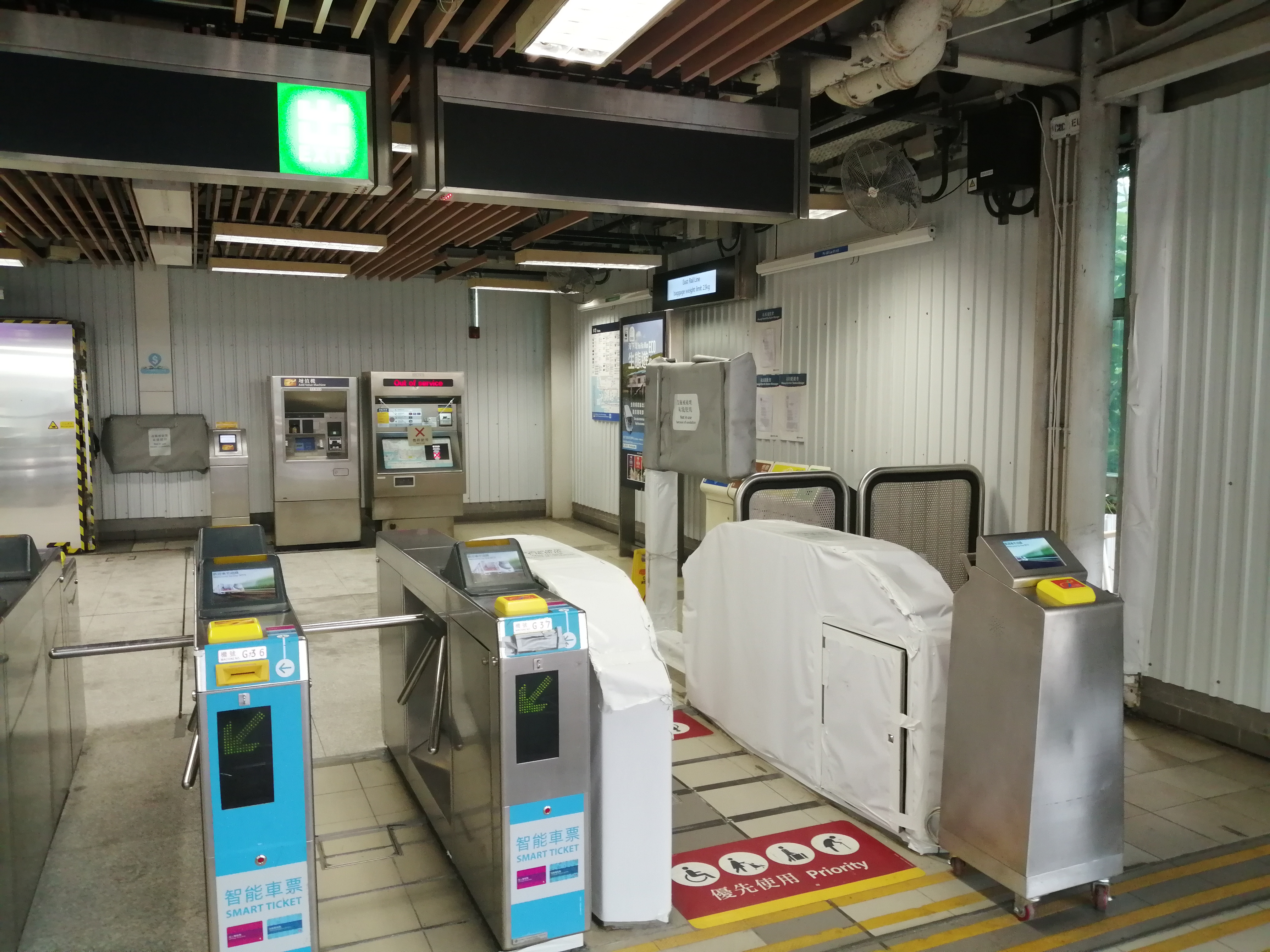
港鐵大學站遭到破壞的閘機及顯示屏
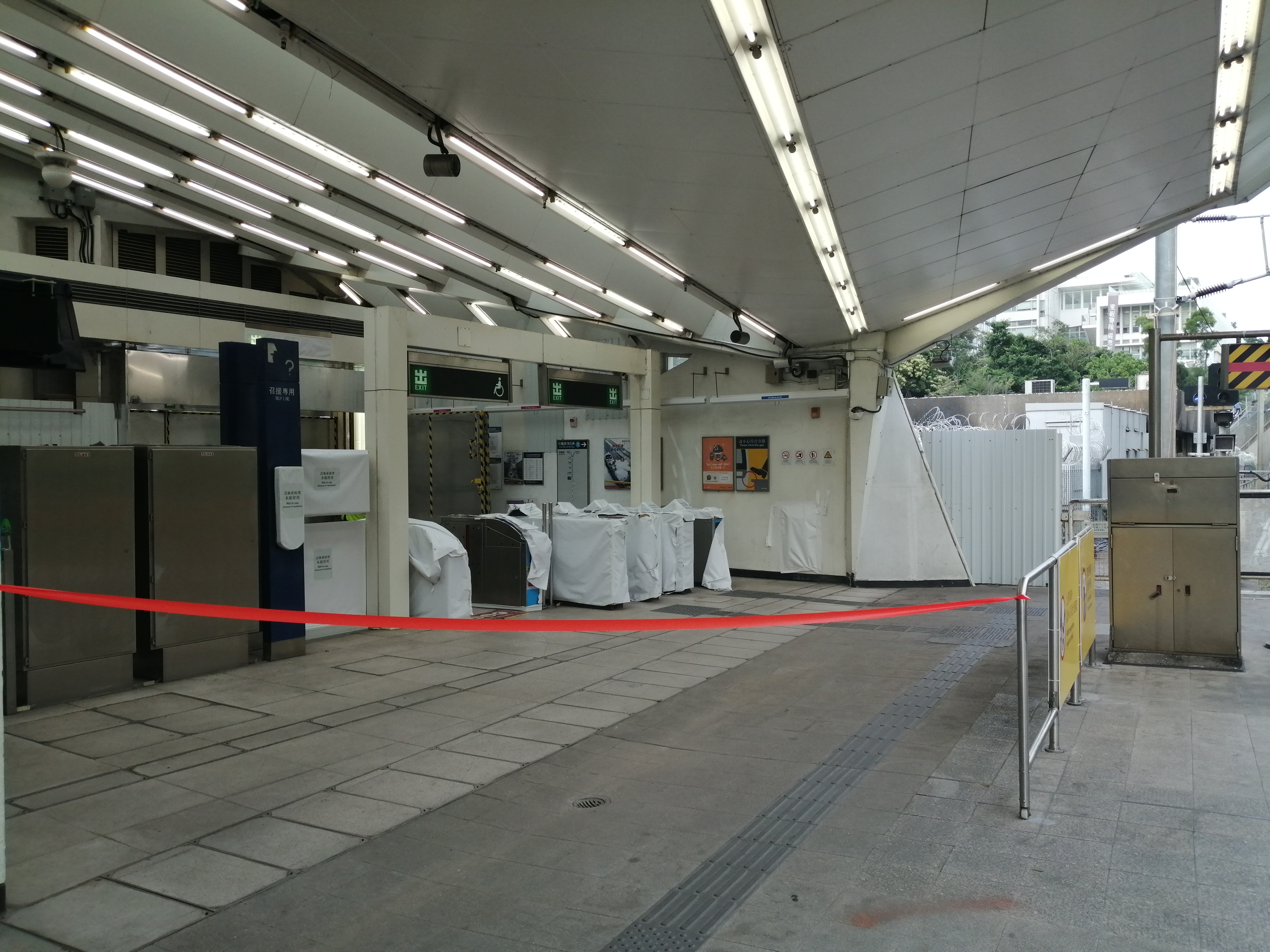
港鐵大學站遭到破壞的D出口
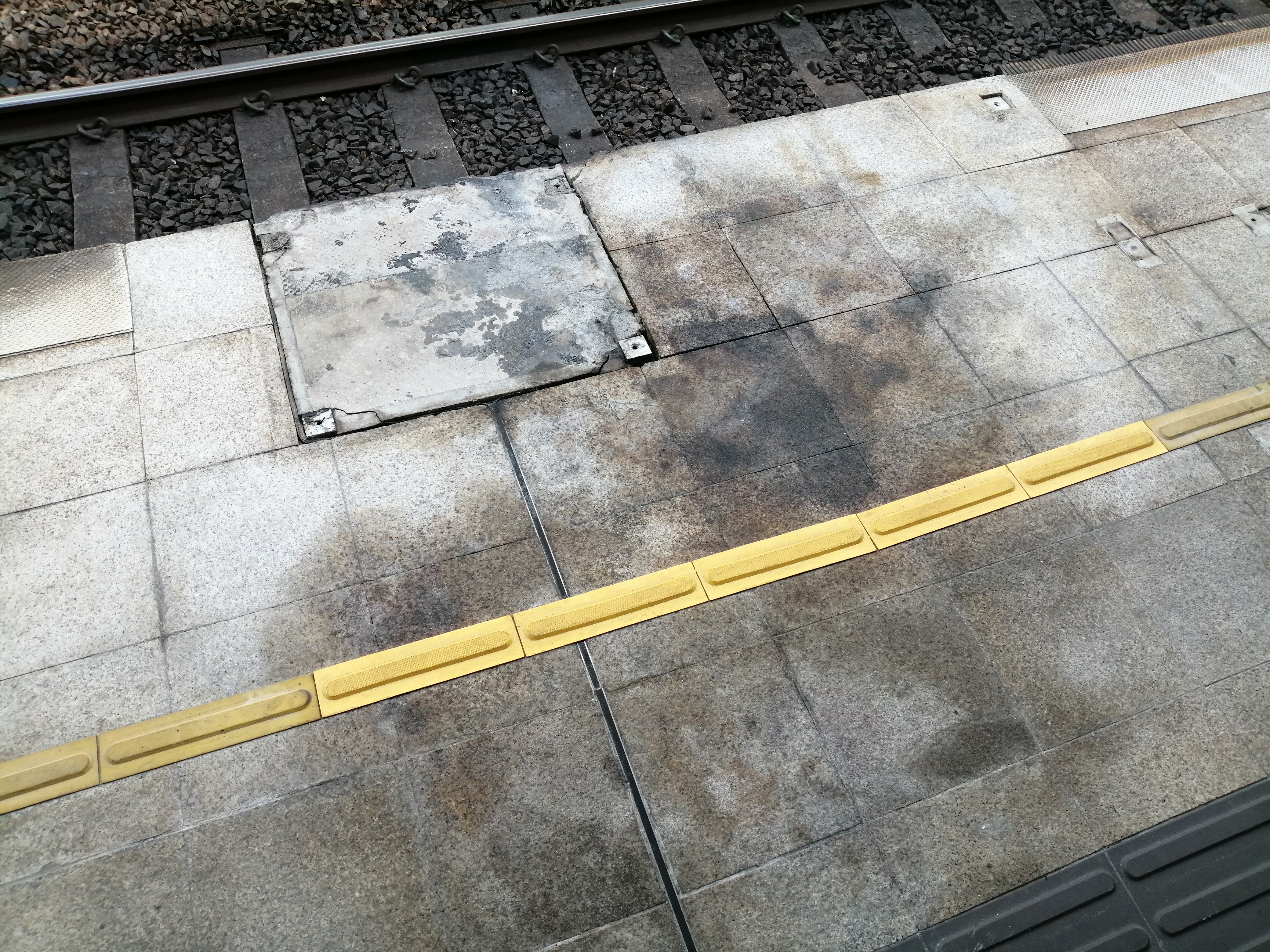
港鐵大學站月台遭到縱火的痕跡

## 流行文化
蘇芮及夏韶聲於歌曲《車站》MV中曾於大學站1號月台取景。

## 外部連結
- 港鐵公司－大學站街道圖 （页面存档备份，存于）
- 港鐵公司－大學站位置圖 （页面存档备份，存于）
- 港鐵公司－大學站列車服務時間 （页面存档备份，存于）